# Sellières
Pour l'abbaye cistercienne, voir abbaye de Sellières.
Sellières est une commune française située dans le département du Jura, dans la région culturelle et historique de Franche-Comté et la région administrative Bourgogne-Franche-Comté.

## Géographie

### Localisation
Le bourg est situé entre  Dole et Lons-le-Saunier, et constitue une transition entre les paysages de vignoble et ceux de la Bresse jurassienne

### Communes limitrophes
Les communes limitrophes sont La Charme, Mantry, Bersaillin, Monay, Toulouse-le-Château et Vers-sous-Sellières.

### Hydrographie

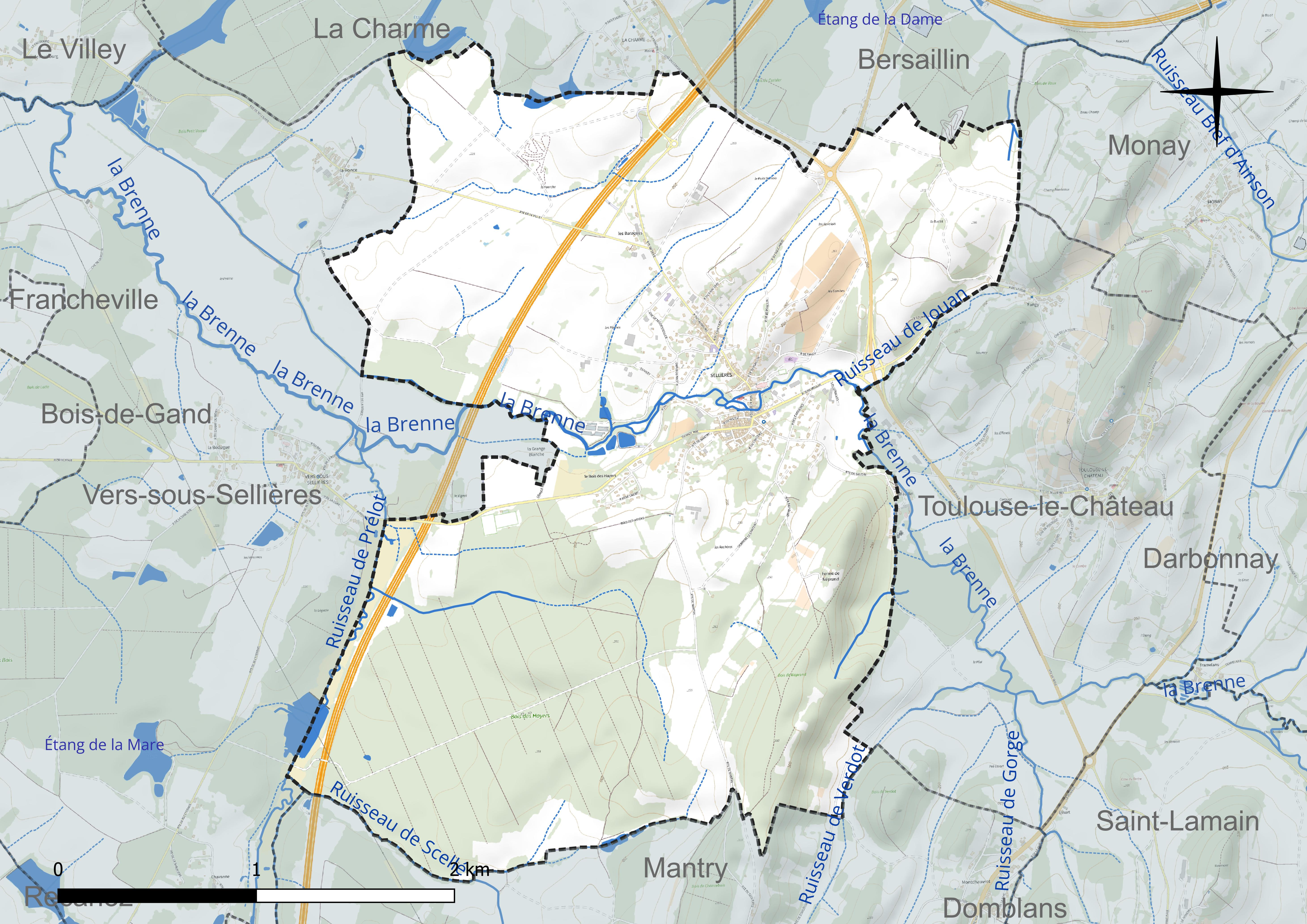
Carte hydrographique de la commune.

La commune est drainée par la Brenne, un affluent droit de la Seille, c'est-à-dire un sous-affluent du Rhône par la Saône.
Le ruisseau de Prémot, qui constitue une partie de la limite ouest du territoire communal, y conflue.

### Climat
Pour des articles plus généraux, voir Climat de la Bourgogne-Franche-Comté et Climat du département du Jura.
En 2010, le climat de la commune est de type climat des marges montargnardes, selon une étude du Centre national de la recherche scientifique s'appuyant sur une série de données couvrant la période 1971-2000. En 2020, Météo-France publie une typologie des climats de la France métropolitaine dans laquelle la commune est exposée à un climat semi-continental et est dans la région climatique Jura, caractérisée par une forte pluviométrie en toutes saisons (1 000 à 1 500 mm/an), des hivers rigoureux et un ensoleillement médiocre.
Pour la période 1971-2000, la température annuelle moyenne est de 10,8 °C, avec une amplitude thermique annuelle de 17,4 °C. Le cumul annuel moyen de précipitations est de 1 123 mm, avec 12,7 jours de précipitations en janvier et 8,9 jours en juillet. Pour la période 1991-2020, la température moyenne annuelle observée sur la station météorologique de Météo-France la plus proche, « Colonne », sur la commune de Colonne à 6 km à vol d'oiseau, est de 11,7 °C et le cumul annuel moyen de précipitations est de 1 170,0 mm. 
La température maximale relevée sur cette station est de 40,3 °C, atteinte le 7 août 2003 ; la température minimale est de −18 °C, atteinte le 12 janvier 1987,,.
Les paramètres climatiques de la commune ont été estimés pour le milieu du siècle (2041-2070) selon différents scénarios d'émission de gaz à effet de serre à partir des nouvelles projections climatiques de référence DRIAS-2020. Ils sont consultables sur un site dédié publié par Météo-France en novembre 2022.

## Urbanisme

### Typologie
Au 1er janvier 2024, Sellières est catégorisée commune rurale à habitat dispersé, selon la nouvelle grille communale de densité à sept niveaux définie par l'Insee en 2022.
Elle est située hors unité urbaine. Par ailleurs la commune fait partie de l'aire d'attraction de Lons-le-Saunier, dont elle est une commune de la couronne,. Cette aire, qui regroupe 139 communes, est catégorisée dans les aires de 50 000 à moins de 200 000 habitants,.

### Occupation des sols

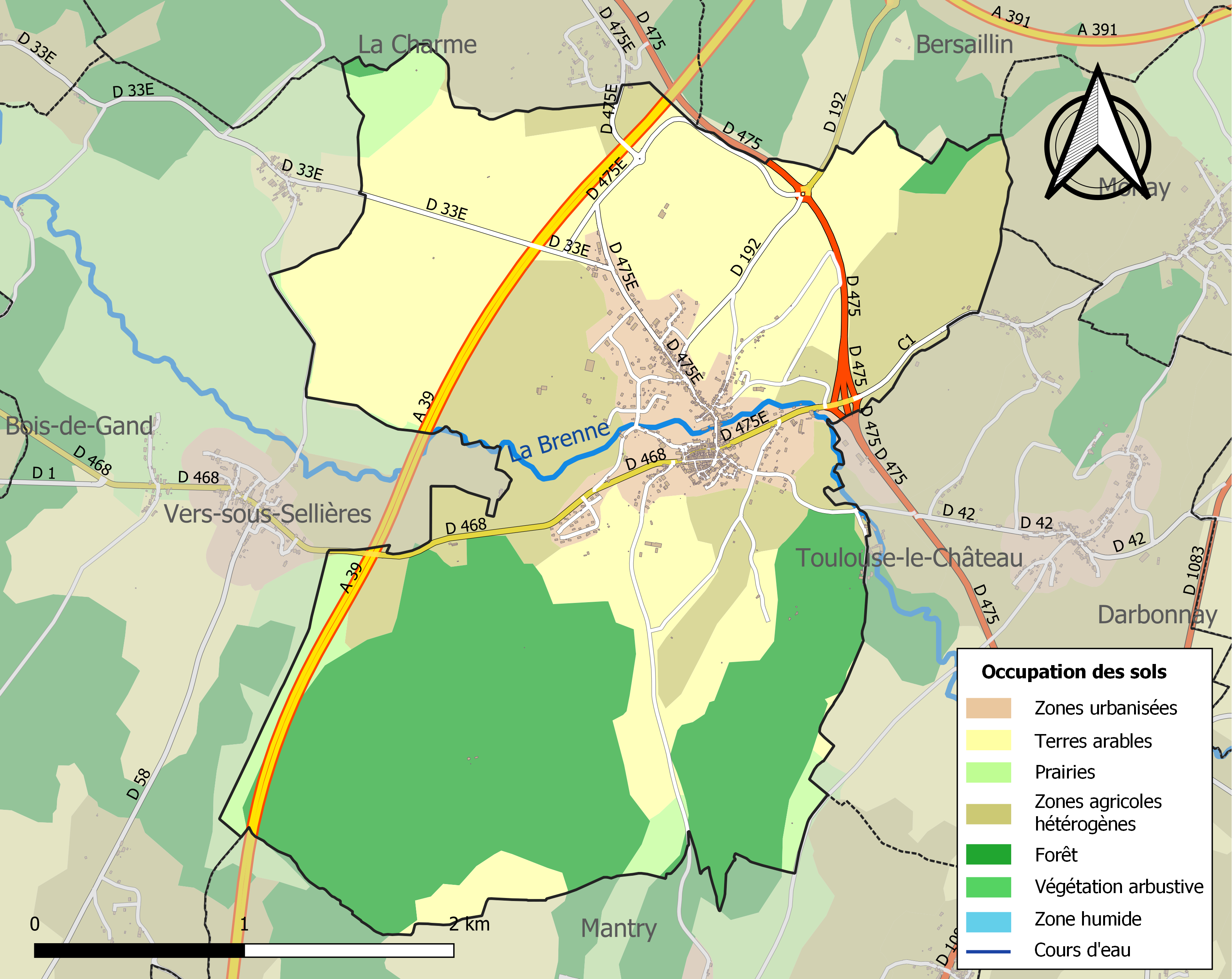
Carte des infrastructures et de l'occupation des sols de la commune en 2018 (CLC).

L'occupation des sols de la commune, telle qu'elle ressort de la base de données européenne d’occupation biophysique des sols Corine Land Cover (CLC), est marquée par l'importance des territoires agricoles (59,5 % en 2018), en diminution par rapport à 1990 (62,4 %). La répartition détaillée en 2018 est la suivante : 
terres arables (34,6 %), forêts (32,7 %), zones agricoles hétérogènes (20,2 %), zones urbanisées (7,7 %), prairies (4,7 %). L'évolution de l’occupation des sols de la commune et de ses infrastructures peut être observée sur les différentes représentations cartographiques du territoire : la carte de Cassini (XVIIIe siècle), la carte d'état-major (1820-1866) et les cartes ou photos aériennes de l'IGN pour la période actuelle (1950 à aujourd'hui).

### Habitat et logement
En 2020, le nombre total de logements dans la commune était de 455, alors qu'il était de 471 en 2015 et de 461 en 2010.
Parmi ces logements, 74 % étaient des résidences principales, 8,2 % des résidences secondaires et 17,8 % des logements vacants. Ces logements étaient pour 75,3 % d'entre eux des maisons individuelles et pour 24,2 % des appartements.
Le tableau ci-dessous présente la typologie des logements à Sellières en 2020 en comparaison avec celle du département du Jura et de la France entière. Une caractéristique marquante du parc de logements est ainsi une proportion de résidences secondaires et logements occasionnels (8,2 %) inférieure à celle du département (10,4 %) et à celle de la France entière (9,7 %). Concernant le statut d'occupation de ces logements, 69 % des habitants de la commune sont propriétaires de leur logement (65,7 % en 2015), contre 66,1 % pour le département du Jura et 57,5 pour la France entière.
| Typologie                                               | Sellières | Jura | France entière |
| ------------------------------------------------------- | --------- | ---- | -------------- |
| Résidences principales (en %)                           | 74        | 79,8 | 82,1           |
| Résidences secondaires et logements occasionnels (en %) | 8,2       | 10,4 | 9,7            |
| Logements vacants (en %)                                | 17,8      | 9,8  | 8,2            |

## Toponymie

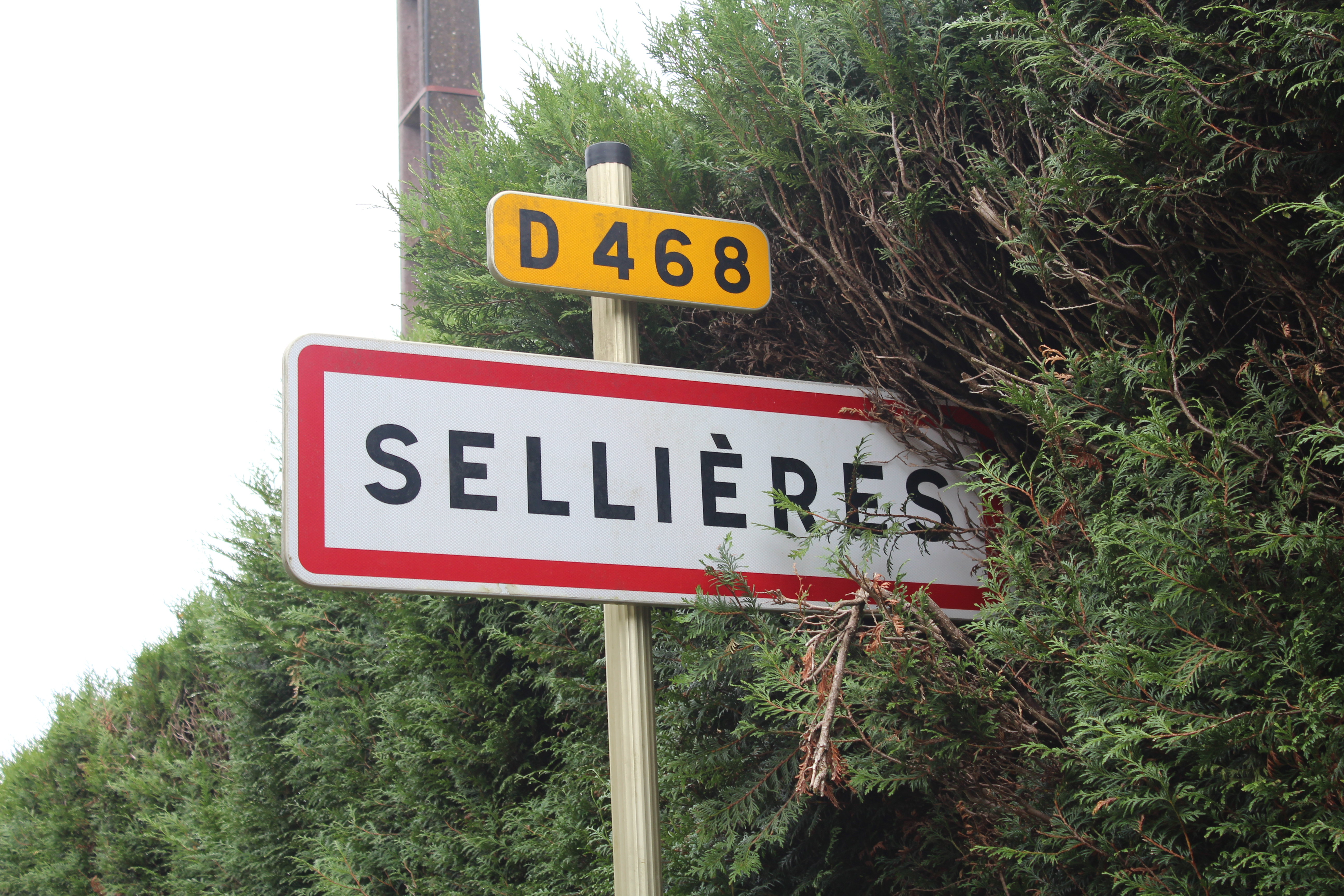

### Voies
| 44 odonymes recensés à Sellières au 11 décembre 2013          | 44 odonymes recensés à Sellières au 11 décembre 2013 | 44 odonymes recensés à Sellières au 11 décembre 2013 | 44 odonymes recensés à Sellières au 11 décembre 2013 | 44 odonymes recensés à Sellières au 11 décembre 2013 | 44 odonymes recensés à Sellières au 11 décembre 2013 | 44 odonymes recensés à Sellières au 11 décembre 2013 | 44 odonymes recensés à Sellières au 11 décembre 2013 | 44 odonymes recensés à Sellières au 11 décembre 2013 | 44 odonymes recensés à Sellières au 11 décembre 2013 | 44 odonymes recensés à Sellières au 11 décembre 2013 | 44 odonymes recensés à Sellières au 11 décembre 2013 | 44 odonymes recensés à Sellières au 11 décembre 2013 | 44 odonymes recensés à Sellières au 11 décembre 2013 | 44 odonymes recensés à Sellières au 11 décembre 2013 | 44 odonymes recensés à Sellières au 11 décembre 2013 |
| Allée                                                         | Avenue                                               | Chemin                                               | Cour                                                 | Escalier                                             | Impasse                                              | Place                                                | Quai                                                 | Rampe                                                | Route                                                | Rue                                                  | Ruelle                                               | Sentier                                              | Villa                                                | Autres                                               | Total                                                |
| ------------------------------------------------------------- | ---------------------------------------------------- | ---------------------------------------------------- | ---------------------------------------------------- | ---------------------------------------------------- | ---------------------------------------------------- | ---------------------------------------------------- | ---------------------------------------------------- | ---------------------------------------------------- | ---------------------------------------------------- | ---------------------------------------------------- | ---------------------------------------------------- | ---------------------------------------------------- | ---------------------------------------------------- | ---------------------------------------------------- | ---------------------------------------------------- |
| 0                                                             | 0                                                    | 3                                                    | 1                                                    | 0                                                    | 5                                                    | 3                                                    | 0                                                    | 0                                                    | 6                                                    | 23                                                   | 0                                                    | 0                                                    | 0                                                    | 3                                                    | 44                                                   |
| Sources : rue-ville.info & OpenStreetMap & FNACA-GAJE du Jura |                                                      |                                                      |                                                      |                                                      |                                                      |                                                      |                                                      |                                                      |                                                      |                                                      |                                                      |                                                      |                                                      |                                                      |                                                      |

## Histoire

### Temps modernes
Le château a été détruit sous Louis XIV.

## Politique et administration

### Rattachements administratifs et électoraux

#### Rattachements administratifs
La commune se trouve dans l'arrondissement de Lons-le-Saunier du département du Jura.
Elle était depuis 1793 le chef-lieu du canton de Sellières. Dans le cadre du redécoupage cantonal de 2014 en France, cette circonscription administrative territoriale a disparu, et le canton n'est plus qu'une circonscription électorale.

#### Rattachements électoraux
Pour les élections départementales, la commune fait partie depuis 2014 du canton de Bletterans
Pour l'élection des députés, elle fait partie de la première circonscription du Jura.

### Intercommunalité
Sellières était membre de la communauté de communes Bresse-Revermont, un établissement public de coopération intercommunale (EPCI) à fiscalité propre créé en 2001 et auquel la commune avait transféré un certain nombre de ses compétences, dans les conditions déterminées par le code général des collectivités territoriales.
Dans le cadre des dispositions de la loi portant nouvelle organisation territoriale de la République du 7 août 2015, qui prévoit que les établissements publics de coopération intercommunale (EPCI) à fiscalité propre doivent avoir un minimum de 15 000 habitants, cette intercommunalité a fusionné avec sa voisine pour former, le 1er janvier 2017, la communauté de communes Bresse Haute Seille, dont est désormais membre la commune.

### Tendances politiques et résultats

#### Élections présidentielles
Lors du premier tour de l'élection présidentielle de 2017, les quatre premiers candidats sont Marine Le Pen (32,74 % des sufrages exprimés), Emmanuel Macron (20,56 %), Jean-Luc Mélenchon (16,24 %) et François Fillon (14,21 %). 
Au second tour, le candidat élu Emmanuel Macron a obtenu 198 voix (56,41 %) et Marine Le Pen 153 voix (43,59 %), lors d'un scrutin où 24,48 % des électeurs se sont abstenus.
Lors du premier tour de l'élection présidentielle de 2022, les quatre premiers candidats sont Marine Le Pen (31,91 % des suffrages exprimés), Emmanuel Macron (24,11 %), Jean-Luc Mélenchon (14,89 %) et Éric Zemmour (8,75 %). 
Au second tour, Marine Le Pen a obtenu 191 voix (51,21 %) et le candidat élu Emmanuel Macron a obtenu 182 voix (48,79 %) lors d'un scrutin où 24,64 % des électeurs se sont abstenus.

#### Élections régionales
Lors du premier tour des élections régionales de 2021 en Bourgogne-Franche-Comté, les électeurs de Sellières placent la liste menée par Marie-Guite Dufay, présidente sortante (PS) en tête, avec 38.51 % des suffrages. 
Lors du second tour, cette liste est également en tête, avec près de 47,98 % des suffrages, devançant celle menée par Julien Odoul (RN, 25,43 %), Gilles Platret (LR, 20,23 %) et celle de Denis Thuriot (LaREM, 6.36 %). 
Au premier tour à 69,52 %  des électeurs se sont abstenus  et 65,33 % au second tour.

#### Élections départementales
Lors du  premier tour tour des élections départementales de 2021 dans le Jura, les électeurs de Sellières placent le binôme de Philippe Antoine (LaREM) et Danielle Brulebois (LaREM), en tête au avec 60.00 % des suffrages. 
Au  second tour, il votent à nouveau pour ce binôme qui obtient de 72.15 % des suffrages exprimés, suivi par l'autre binôme menée par Josiane Hoellard (RN) et Michel Seuret (RN) qui obtient 27,85 %. 
Au premier tour 69,71 % des électeurs se sont abstenus et 65.33 % au second.

### Liste des maires
| Période                                  | Période                        | Identité          | Étiquette | Qualité                                              |
| ---------------------------------------- | ------------------------------ | ----------------- | --------- | ---------------------------------------------------- |
| Les données manquantes sont à compléter. |                                |                   |           |                                                      |
|                                          |                                |                   |           |                                                      |
| juillet 1860                             | août 1865                      | M. Claude Richon  |           |                                                      |
|                                          |                                | Jules Richard     |           | Conseiller d'arrondissement de Sellières (1895 → ? ) |
|                                          |                                |                   |           |                                                      |
|                                          |                                | Nicole Pederzoli  |           |                                                      |
|                                          |                                |                   |           |                                                      |
| vers 1977                                | mars 2001                      | Pierre Terrier    |           | Gendarme                                             |
| mai 2001,                                | 2014                           | André Garde       | UMP       |                                                      |
| 2014                                     | mars 2015                      | Philippe Guichard | DVG       | Retraité Démissionnaire                              |
| mai 2015                                 | avril 2023                     | Bernard Joly      | SE        | Retraité Démissionnaire                              |
| septembre 2023                           | En cours (au 30 novembre 2023) | Hervé Perrodin    |           | Cadre retraité à La Poste                            |

### Jumelages
- Narusawa (Japon) depuis 1996[28]

## Population et Société

### Démographie
L'évolution du nombre d'habitants est connue à travers les recensements de la population effectués dans la commune depuis 1793. Pour les communes de moins de 10 000 habitants, une enquête de recensement portant sur toute la population est réalisée tous les cinq ans, les populations de référence des années intermédiaires étant quant à elles estimées par interpolation ou extrapolation. Pour la commune, le premier recensement exhaustif entrant dans le cadre du nouveau dispositif a été réalisé en 2004.

En 2022, la commune comptait 728 habitants, en évolution de −3,7 % par rapport à 2016 (Jura : −0,81 %, France hors Mayotte : +2,11 %).
| 1793  | 1800  | 1806  | 1821  | 1831  | 1836  | 1841  | 1846  | 1851  |
| ----- | ----- | ----- | ----- | ----- | ----- | ----- | ----- | ----- |
| 1 198 | 1 395 | 1 386 | 1 461 | 1 657 | 1 763 | 1 899 | 1 895 | 1 925 |

| 1856  | 1861  | 1866  | 1872  | 1876  | 1881  | 1886  | 1891  | 1896  |
| ----- | ----- | ----- | ----- | ----- | ----- | ----- | ----- | ----- |
| 1 855 | 1 857 | 1 870 | 1 778 | 1 750 | 1 536 | 1 547 | 1 447 | 1 400 |

| 1901  | 1906  | 1911  | 1921  | 1926 | 1931 | 1936 | 1946  | 1954 |
| ----- | ----- | ----- | ----- | ---- | ---- | ---- | ----- | ---- |
| 1 403 | 1 310 | 1 209 | 1 003 | 981  | 920  | 885  | 1 018 | 932  |

| 1962 | 1968 | 1975 | 1982 | 1990 | 1999 | 2004 | 2006 | 2009 |
| ---- | ---- | ---- | ---- | ---- | ---- | ---- | ---- | ---- |
| 884  | 889  | 835  | 859  | 799  | 775  | 815  | 836  | 793  |

| 2014 | 2019 | 2022 | - | - | - | - | - | - |
| ---- | ---- | ---- | - | - | - | - | - | - |
| 756  | 719  | 728  | - | - | - | - | - | - |

### Manifestations culturelles et festivités
La fête de la pomme est organisée habituellement le deuxième week-end du mois d'octobre. Par ailleurs, Sellières comporte plusieurs vergers.

## Culture locale et patrimoine

### Lieux et monuments

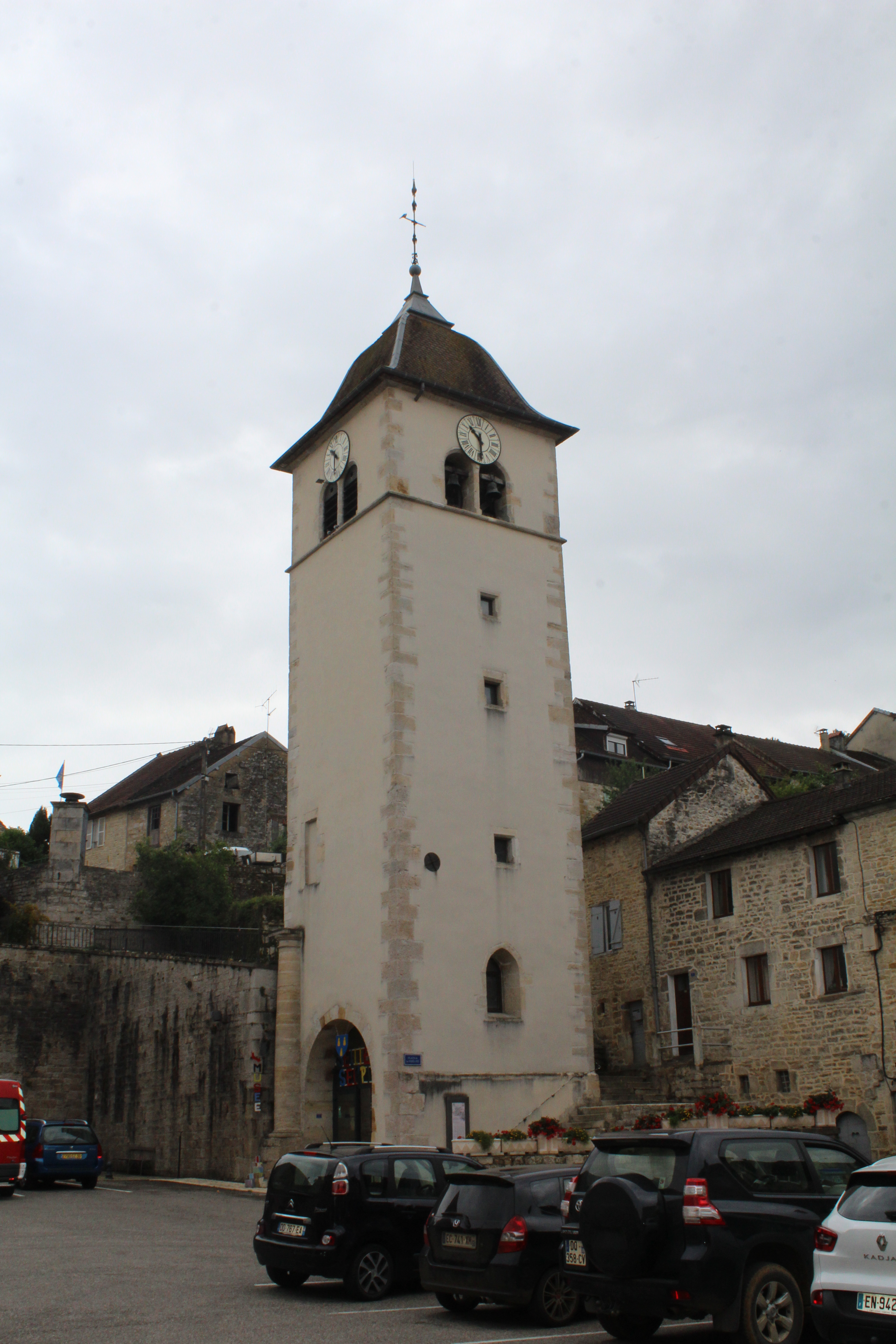
Le clocher.

Sellières est labellisée Cité de Caractère de Bourgogne-Franche-Comté.
On peut signaler : 
- Église Saint Pierre, construite entre 1866 et 1870 par Gustave Vieille, de style néogothique entre 1866 et 1870. Elle est dépourvue de clocher[33] ;
- Le clocher situé à 250 m de l'église, sur la place de la Fidélité est le vestige de l'ancienne chapelle paroissiale, dont le vaisseau a été détruit en 1787 dans l'espoir d'une reconstruction qui n'aboutira pas. Les Monuments Historiques datent la tour du XVè siècle; la toiture à l'impériale a été posée vers 1770.
- L’Hôtel de Vaudrey ou de Crécy, et l'Hôtel Doroz (XVIe siècle[33]) tous deux situés rue Alexis Jeannet à proximité de la porte de bourg neuf ;
- L’Hôtel Poly reconstruit en 1713 est situé grande rue.
- Les forges de Baudin de la fin du XVIIIe siècle sont situées entre Sellières et Toulouse-le-Château.
- Le musée des salières, qui rassemble 4000 salières sur 5 m²[34],[35].

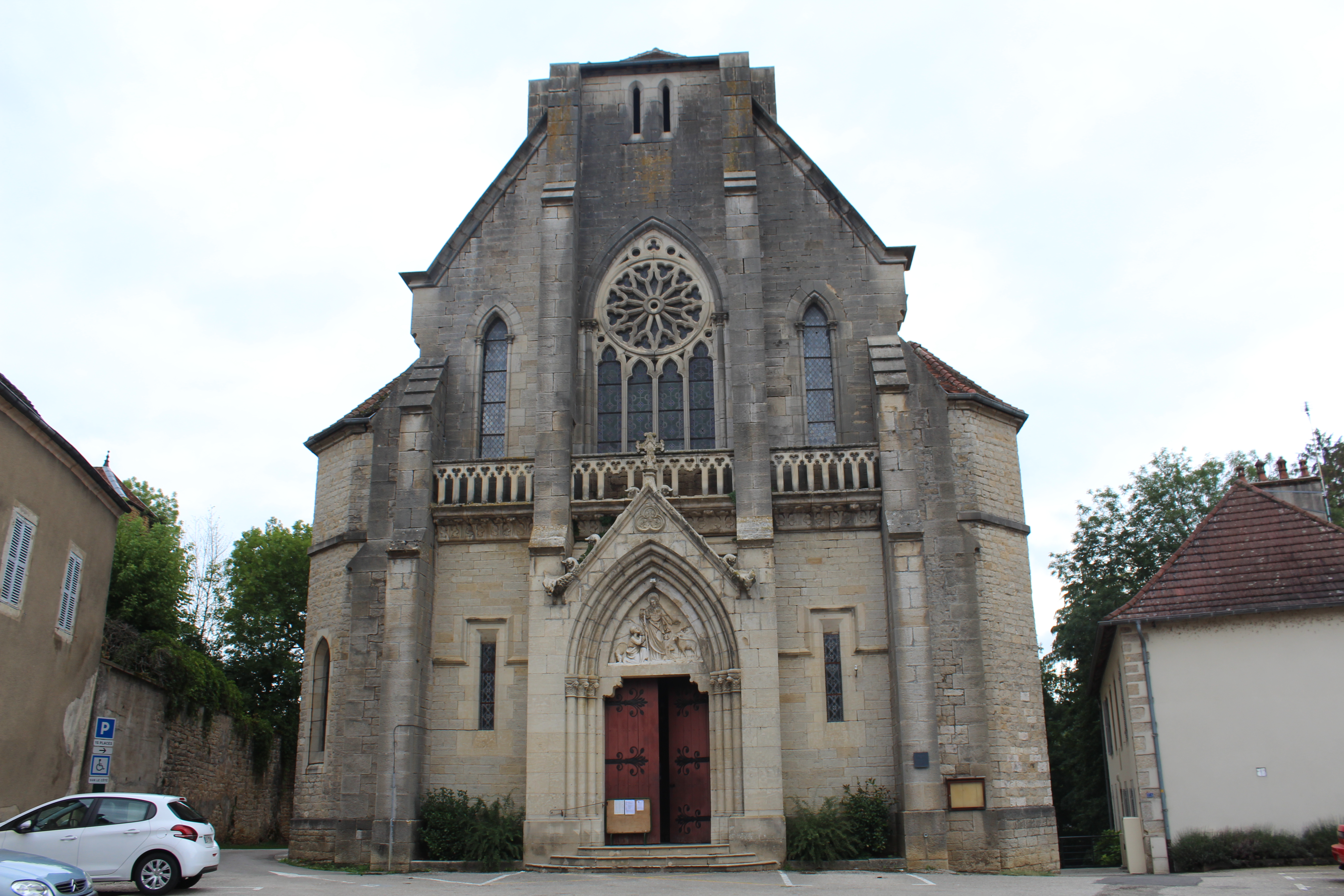
L'église Saint-Pierre...
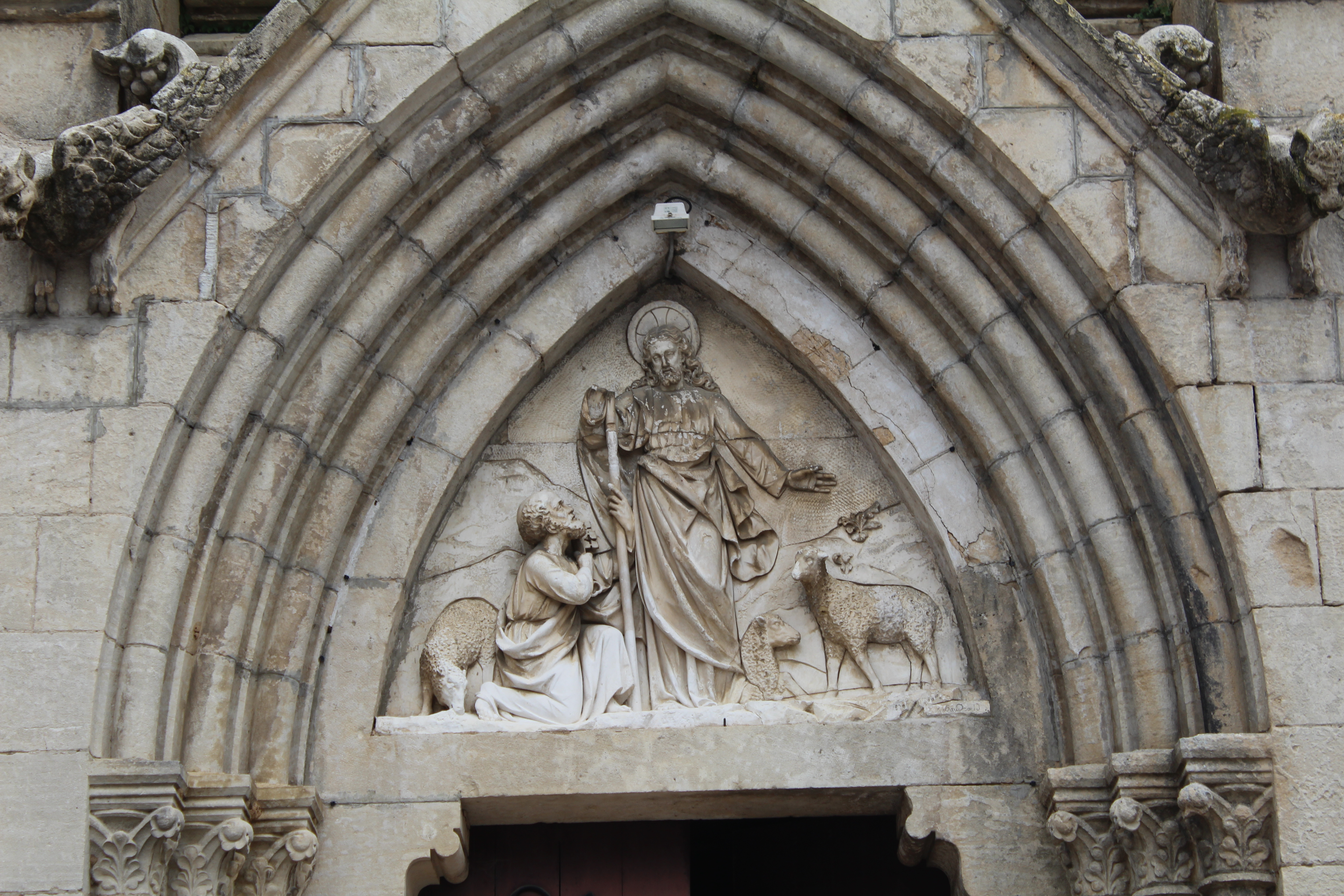
... et son porche
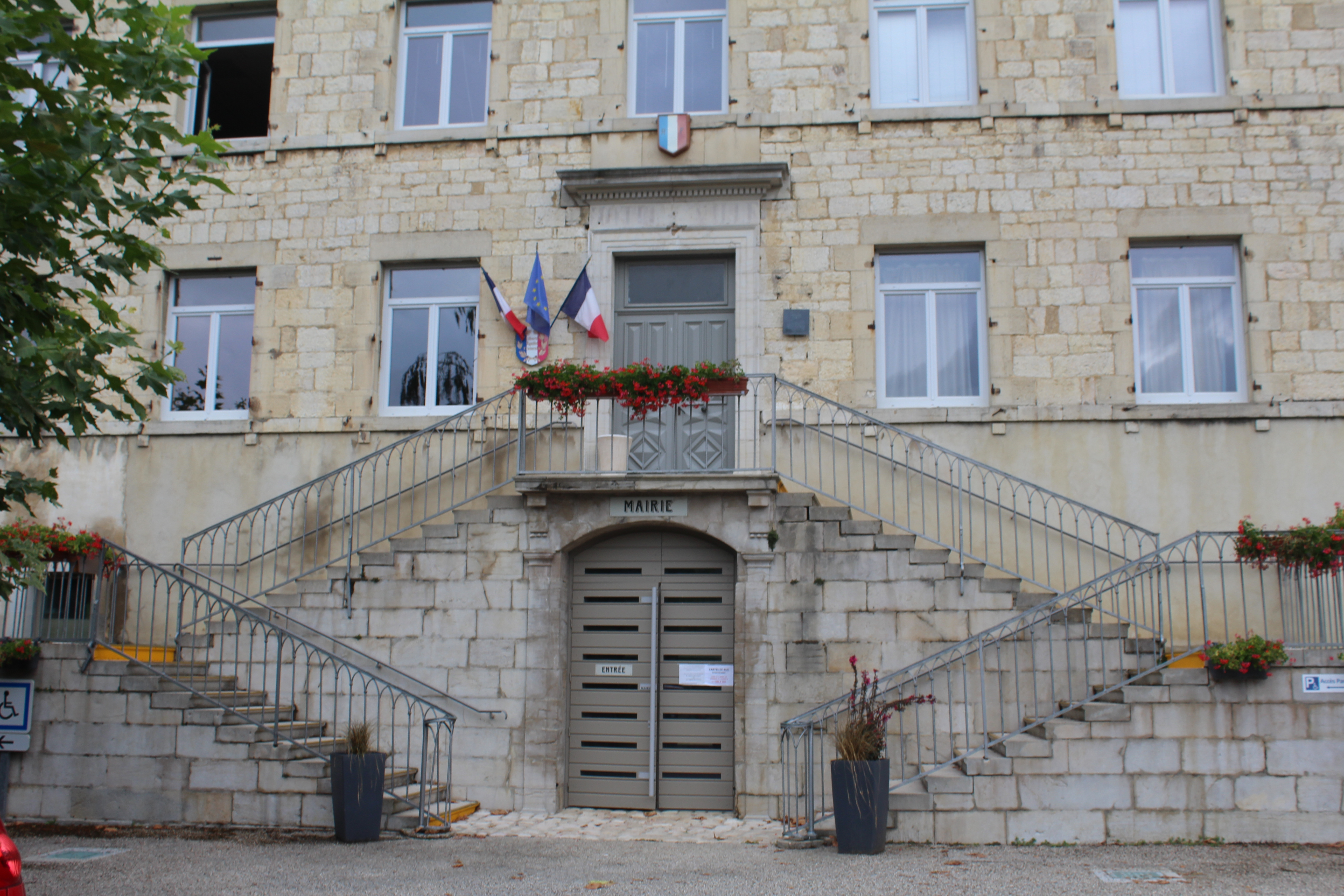
Le perron de la mairie.

### Personnalités liées à la commune
- Alexis Canoz (1805-1888), prêtre jésuite français, missionnaire en Inde du Sud, vicaire apostolique puis 1er évêque du nouveau diocèse de Trichinopoly et fondateur des sœurs de la Mère des Douleurs, servantes de Marie, est né à Sellières.
- Georges Dengler (1904-1983), architecte français né à Sellières.

### Héraldique
| Blason de Sellières | Blason  | D'azur aux trois salières d'argent.                               |
| Blason de Sellières | Détails | Armes parlantes. Le statut officiel du blason reste à déterminer. |